# Smartphone pliant
 (janvier 2024).
Pour un article plus général, voir Smartphone.
Un smartphone pliant, ou par abus de langage smartphone pliable, est un type de smartphone conçu pour pouvoir être tordu ou replié sur lui-même, permettant ainsi aux appareils avec de grands écrans de rentrer dans une poche.

## Histoire
Les premiers concepts d'appareils électroniques pouvant se plier apparaissent après 2005, avec la volonté de créer des objets pouvant se transporter plus facilement.
En 2006, Polymer Vision — une des nombreuses spin-off de Philips, précisément, Philips Research — présente au Mobile World Congress un concept de liseuse pouvant s'enrouler.
En 2008, Nokia présente des concepts animés d'un appareil flexible, « Morph », pouvant être plié de différentes manières, pour prendre la forme d'un téléphone, d'une tablette ou d'un bracelet intelligent . Dans une rétrospective de 2019 sur le concept, CNET note que Morph pourrait être considéré comme un précurseur des téléphones pliants.
En novembre 2018, la startup chinoise Royole présente le premier smartphone pliant disponible dans le commerce. Il possède un unique écran OLED de 7,8 pouces se repliant vers l'extérieur.
Le 7 novembre 2018, lors de la conférence annuelle pour les développeurs, Samsung Mobile dévoile officiellement présenté un prototype de smartphone pliant, avec un écran de Samsung Display baptisé « Infinity Flex » se pliant dans la largeur vers l'intérieur. Un second écran, plus petit est présent sur la face avant pour utiliser l'appareil lorsqu'il est fermé.
Lors d'un sommet simultané des développeurs, le vice-président de l'ingénierie d'Android, Dave Burke, déclare que la prochaine version de la plate-forme fournirait des améliorations et des conseils pertinents pour les appareils de pliage, en tirant parti des fonctionnalités existantes.
En janvier 2019, le PDG de Xiaomi, Lin Bin, publie une vidéo le montrant en train de démontrer un prototype de smartphone pliant à deux rabats.
Samsung Electronics dévoile officiellement le Galaxy Fold lors du Mobile World Congress le 20 février 2019. L'appareil n'est commercialisé qu'en septembre après plusieurs problèmes liés à l'écran. Il s'agit du premier smartphone pliant vendu en masse — environ 400 000 exemplaires sont écoulés après trois mois.
Parallèlement au Galaxy Fold, d'autres appareils pliants sont montrés, mais uniquement en tant que concept ou produit en développement. Parmi eux, le Huawei Mate X et les prototypes de TCL donnent au public et aux médias une idée de l'avancement des recherches.
Au contraire, LG ne présente pas d'appareil pliant, invoquant une volonté de se concentrer davantage sur la reconquête de parts du marché des smartphones.
D'autres entreprises expriment leur intérêt pour le concept et obtiennent plusieurs brevets sur la conceptions de ces appareils, qui portent notamment sur la charnière ou les écrans. Motorola Mobility reçoit par exemple des brevets sur le design d'un futur smartphone pliant,,
En avril 2019, le lancement imminent du Galaxy Fold suscite des préoccupations concernant sa durabilité, alors que plusieurs unités de tests ont rencontré des défaillances de l'écran. La sortie de l'appareil est repoussée à septembre 2020 afin d'enquêter sur ces pannes et améliorer la durabilité de l'appareil,. Huawei retarde également la sortie du Mate X, invoquant une volonté d'adopter une approche « prudente », pour éviter des problèmes similaires,.